# Туркато, Джулио
Джулио Туркато (итал. Giulio Turcato) — итальянский художник и скульптор.

## Жизнь и творчество
Туркато изучает живопись в 1920—1926 годах в различных художественных школах Венеции. В 1934 году проходит воинскую службу на Сицилии. В 1939 году переезжает в Милан, а затем — в Рим (в 1943 году). Участник итальянского Движения Сопротивления. В 1945 году Туркато становится одним из основателей художественной группы «Art Club», в 1946 — Нового Фронта за искусство, в 1947 — группы Форма 1. После раскола «Нового Фронта» Туркато, вместе с рядом других художников, в 1952 году организует группу «Gruppo degli Otto».
В 1950 году Дж. Туркато совершает учебную поездку в Париж. В 1958 он — участник венецианского биеннале, в 1959 году — выставки современного искусства в Касселе documenta II. В 1973 он выставляет свои работы на биеннале в Сан-Паулу. Туркато пишет картины, создаёт скульптуры и сценическое оформление для опер. В своём раннем творчестве художник колебался между абстрактным и фигуративным искусством. В 1950-е годы он развил свой собственный, «линейно-каллиграфический» стиль в направлении «сюрреалистического автоматизма».
Произведения Туркато выставляются в таких музеях, как Национальная галерея современного искусства (Рим), Нью-Йоркский музей современного искусства, Музей искусств Филадельфии, Галерея современного искусства Милана, Государственной галерее современного искусства Монако, Музей Атеней (Женева), и других.